# Nie-pomnik w Poznaniu

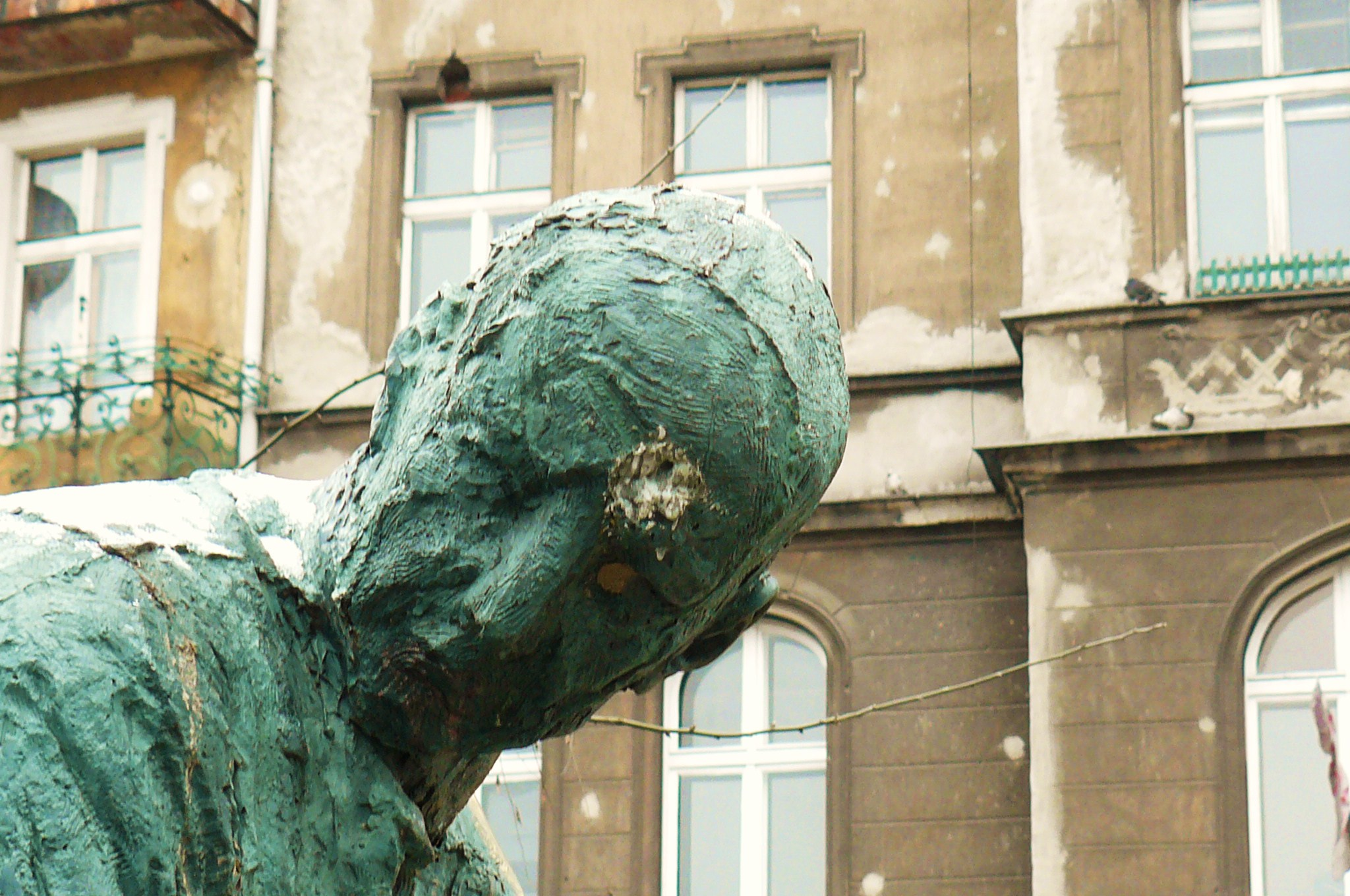
Nie-pomnik – detal postaci

Nie-pomnik (także: Nie-pomnik w montażu) – postmodernistyczny, dekonstrukcyjny pomnik autorstwa Norberta Sarneckiego. Jako instalacja tymczasowa zlokalizowany był w centrum Poznania, w północno-wschodnim narożniku parku J. H. Dąbrowskiego, w pobliżu północnej pierzei kompleksu Starego Browaru, bezpośrednio przy ul. Ogrodowej, na środku wydeptanej ścieżki, przy metodystycznym kościele Świętego Krzyża.

## Projekt i wymowa
Dzieło składa się z trzech rozrzuconych części:
- rzeźby mężczyzny, kroczącego z rękami w kieszeniach (oglądającego się w tył, ku Browarowi), uciętego na wysokości goleni,
- cokołu z resztą postaci,
- dalszej części cokołu z łacińskim napisem: Lector, si monumentum requiris circumspice (Czytelniku, szukasz pomnika – rozejrzyj się wokół).

Według artysty ideą dzieła jest zainteresowanie przechodnia samą materią rzeźby pomnikowej, w opozycji do postaci, które zwykle czci się za pomocą takich obiektów, a po odsłonięciu i wstępnym zainteresowaniu, szybko się o nich zapomina. Zainteresowanie odbiorcy autor chciał osiągnąć klasycznymi środkami wyrazu, charakterystycznymi dla przeciętnych pomników: cokół i postać, jednak zaaranżowanymi w niecodzienny sposób i zdekonstruowanymi, porozrzucanymi. Pomnik ten prowadzi dialog z tradycyjnymi rzeźbami pomnikowymi, jakie licznie powstały w Poznaniu w początkach XXI wieku (np. pomnik Hipolita Cegielskiego, pomnik Karola Marcinkowskiego, czy pomnik Stanisława Mikołajczyka). Sarnecki interesuje się funkcjonowaniem rzeźb w przestrzeni miejskiej i rolą pomników w urbanistyce. Pomnik został wystawiony w maju 2010 roku, a projektantem jest Norbert Sarnecki (ur. 1974), autor m.in. rzeźb na Zielonych Ogródkach. Pomnik stanął jako część pracy doktorskiej autora, zatytułowanej Nie-pomniki w przestrzeni miejskiej. Była to instalacja tymczasowa. Twórca był asystentem w pracowni rzeźby prof. Wojciecha Kujawskiego na poznańskim Uniwersytecie Artystycznym.
Sarnecki, za pomocą Nie-pomnika, porusza problematykę błędów popełnianych w projektowaniu przestrzeni miejskiej, stara się pobudzić świadomość społeczną, odnośnie do otoczenia urbanistycznego i jego planowania, zgodnie z potrzebami estetycznymi mieszkańców. Każdy widz może zinterpretować monument po swojemu, zgodnie z pragnieniami i doświadczeniem.

## Historia
Pomnik początkowo miał stanąć na rogu ulicy Solnej i Alei Marcinkowskiego, jednak napotkał trudności natury urzędniczo-biurokratycznej. Autor zrezygnował więc z tego zamysłu i podjął rozmowy ze spółką Fortis (Grażyna Kulczyk) – właścicielem Starego Browaru i parku Dąbrowskiego, która wyraziła zgodę w przeciągu kilku dni. Opis drogi urzędniczej, mającej na celu postawienie pomnika, artysta zamieścił w pracy doktorskiej.
Nie-pomnik zyskał dodatkowy wyraz w październiku 2010, kiedy to jego poszczególne części zostały rozdzielone nowym ogrodzeniem parkowym, postawionym przez spółkę Fortis. Części cokołu pozostały wewnątrz ogrodzenia, a sama postać na zewnątrz. Według autora nadało to nowy sens dyskusji o roli pomników w przestrzeni miejskiej. Latem 2011, w wyniku korekty założenia, cały pomnik znalazł się po zewnętrznej stronie ogrodzenia.